# Pamflet

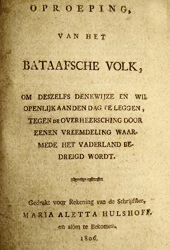
Titelblad van het pamflet Oproeping van het Bataafsche volk uit 1806

Een pamflet is een gelegenheidsgeschrift - doorgaans in gedrukte vorm- met een inhoud die betrekking heeft op een onderwerp uit de actualiteit. Met een pamflet drukte de schrijver zijn afkeur of instemming rond een actueel onderwerp uit en probeerde hij zijn tijdsgenoten van zijn gelijk te overtuigen.  Het pamflet kan bestaan uit een enkel dubbelzijdig bedrukt velletje of uit meerdere vellen; een pamflet is echter altijd beperkt van omvang. 
Pamfletten zijn door de eeuwen heen aangeduid met verschillende termen, afhankelijk van de strekking van de tekst. Zo kunnen de volgende geschriften onder pamfletten worden geschaard: 'vlugschrift', 'schotschrift', 'verweerschrift', 'strijdschrift', 'schimpschrift, 'libel', 'brochure', 'traktaat', 'paskwil','blauwboekje' of een 'manifest'. Verder bestaat ook een term als 'mazarinades', een reeks pamfletten als verzet tegen kardinaal Mazarin. Ook een liedblad kan tot het pamflet worden gerekend als de inhoud van het lied naar de actualiteit verwijst en er een bepaalde opvatting in wordt uitgedragen.

## Strekking
Een pamflet kan veel soorten inhoud hebben, van politieke oproepen en overheidsinformatie tot godsdienstige beschouwingen, desinformatie of persoonlijke afrekeningen. Pamfletten van beperkte omvang zijn meestal op goedkope en eenvoudige wijze te schrijven, te produceren en te verspreiden. Daarom worden pamfletten veel gebruikt voor politiek protest en politieke campagnes. Maar ook tendensliteratuur die de omvang van een boek heeft, kan onder de pamfletten worden gerekend. 
Van belang is dat de inhoud een duidelijke richting of strekking heeft, vaak in negatieve zin: er wordt dan tegen een misstand geprotesteerd, een toestand, gebruik of gewoonte wordt gehekeld. In positieve zin kan het een oproep tot actie bevatten, een standpunt tot verbetering uitdragen, of een stellingname verwoorden. Pamfletten zijn altijd eigentijds en hebben tot doel de publieke opinie te beïnvloeden. Pamfletten geven informatie uit de eerste hand. Zij geven een goed beeld van de wisselende publieke opinie door de eeuwen heen.
Ook in de kunst is gebruikgemaakt van een pamflet of manifest. De werkwijze van de kunststroming Les Nabis bijvoorbeeld werd in 1890 vastgelegd in een pamflet van de hand van Maurice Denis. En in 1924 legde André Breton het surrealisme uit in het Manifest van het Surrealisme.

## Pamflet en brochure
In de Engelstalige vakliteratuur wordt veelal een onderscheid naar omvang gemaakt tussen "book" en "pamphlet". Hierbij is dus niet de strekking van het werk van belang, maar het aantal bladzijden.
Dit gebruik van het woord kan in het Nederlands als anglicisme worden gekenschetst. Om werk van geringe omvang aan te duiden, is het woord brochure bruikbaar.

## Beroemde historische pamfletten en manifesten
- Correptorium Flamingorum (1488, Antwerpen)
- Oratio de hominis dignitate (humanistisch manifest)
- Recontre de ma fuite des plombes de Venise van Giacomo Casanova (1756)
- Groninger Raarekiek (een reeks die tussen 1775 en 1784 verscheen)
- Aan het Volk van Nederland van Joan Derk van der Capellen tot den Pol (1781)
- Oproeping van het Bataafsche volk. (Amsterdam, april 1806) van Maria Aletta Hulshoff bijgenaamd Mietje
- Communistisch Manifest van Karl Marx en Friedrich Engels (1848)
- Uitleg werkwijze van Les Nabis van Maurice Denis (1890)
- The Art of Noise van Luigi Russolo (1913)[3]
- Manifest van het Surrealisme van André Breton (1924)